# Oļegs Antropovs
Oļegs Antropovs (Novij, 1947. november 5. – 2023. október 15.) olimpiai bajnok szovjet válogatott lett röplabdázó, edző.

## Pályafutása
1966 és 1971 között a Burevesztnyik Alma-Ata, majd 1972 és 1978 között az Elektrotechnika Riga röplabdázója volt. Az 1968-as mexikóvárosi olimpián aranyérmes lett a szovjet válogatott tagjaként. Az olimpiai tornán négy mérkőzésen szerepelt. 1998-ban a világliga ezüstérmes orosz férfi válogatott vezetőedzője volt. 1999 után kilenc évig dolgozott Japánban a hirosimai Jay-T csapatánál, ahol, több japán bajnoki címet és kupagyőzelmet ért el.

## Sikerei, díjai
- Olimpiai játékok
  - aranyérmes: 1968, Mexikóváros